# Fieberiana
Fieberiana is een geslacht van rechtvleugeligen uit de familie doornsprinkhanen (Tetrigidae). De wetenschappelijke naam van dit geslacht is voor het eerst geldig gepubliceerd in 1914 door Kirby.

## Soorten
Het geslacht Fieberiana  is monotypisch en omvat slechts de volgende soort:
- Fieberiana pachymerus (Fieber, 1845)